# Crassula umbella
Crassula umbella (лат.) — вид суккулентных растений рода Толстянка (Crassula) семейства Толстянковые (Crassulaceae), произрастающий в ЮАР (Капская провинция).

## Описание
Многолетний клубневой геофит с прямостоячими стеблями длиной от 60-150 мм, неветвистый. Листья сидячие, размером от 10-70 мм на 20-100 мм, цельнокрайние или городчатые, голые, обычно желтовато-зеленого цвета.
Соцветие верхушечно-удлиненный тирс, с цветоносом 5—60 мм (в некоторых случаях до 100 мм) длиной. Чашечка с треугольно-ланцетными долями, длиной 1—2 мм, едва мясистые, желтовато-зеленого цвета. Цветок звездчатый, едва сросшийся у основания, варьируется от кремового, желтовато-зеленого, реже белого цвета. Доли от ланцетных до яйцевидных, длиной от 3—4,5 мм, от острых до заостренных по форме. Тычинки с желтыми пыльник, чешуйки узкопродолговатые, 0,6—1,2 мм х 0,2—0,3 мм, слегка закругленные на вершине, суженные книзу, более или менее мясистые, варьируется от оранжевого до красного цвета.

## Таксономия
Crassula umbella Jacq., первое упоминание в Collectanea 4: 172 (1791).

### Синонимы
Гомотипные (основанные на одном и том же номенклатурном типе):
- Petrogeton umbella (Jacq.) Eckl. & Zeyh. (1837)

Гетеротипные (основанные на разных номенклатурных типах):
- Crassula flabellifolia Harv. (1862)
- Crassula loriformis Schönland & Baker f. (1902)
- Crassula weissii N.E.Br. (1908)
- Septas umbella Haw. (1812)
- Limnanthemum orbiculatum (Lam.) Griseb. (1839)
- Menyanthes orbiculata Lam. (1792)
- Nymphoides orbiculata (Lam.) Kuntze (1891)
- Villarsia orbiculata (Lam.) G.Don (1837)